# Малу (певачица)
Марија Лусија Санчез Бенитез (шп. María Lucía Sánchez Benítez; Мадрид, 15. март 1982), познатија као Малу, шпанска је певачица, текстописац и музичар.
Малу има више од 2.500.000 продатих албума, а добила је и бројне награде, као и Медаљу Андалузије за целу каријеру "Целу каријеру" 2015. године, награду за најбољег уметника 2014. године. Осим тога била је два пута номинована за Греми награду у 2011. години, у категорији за најбољи женски поп вокал албум и у 2013. години у категорији песма године. Године 2014. постала је једина женска уметница која је на концерту успела да напуни Палату Спорта Мадрида и то четири пута током једне турнеје. 

## Биографија
Рођена је у породици уметника, ћерка је певача Пепе де Лусије, сестра Хосеа де Лусије и нећака гитаристе Пако де Лусија.
Своју каријеру је започела са 15 година. Њен први студијски албум, Aprendiz је добио три диска од платинум у Шпанији. Овај албум јој је помогао да се пробије у свету музике, како у Шпанији тако и у Латинској Америци.
Изван музике је добила бројна признања за своје учешће у раду различитих организација као што су Црвени Крст, УНИЦЕФ, Save the Children, AECC, Гринпис. Познато је такође, да је учествовала у својству тренера и ментора у музичком такмичењу  La Voz.

## Дискографија

### Албуми
- Aprendiz (1998)
- Cambiarás (1999)
- Esta vez (2001)
- Otra piel (2003)
- Malú (2005)
- Desafío (2007)
- Vive (2009)
- Guerra Fría (2010)
- Dual (2012)
- Sí (2013)
- Caos (2015)
- Oxígeno (2018)